# Resquício

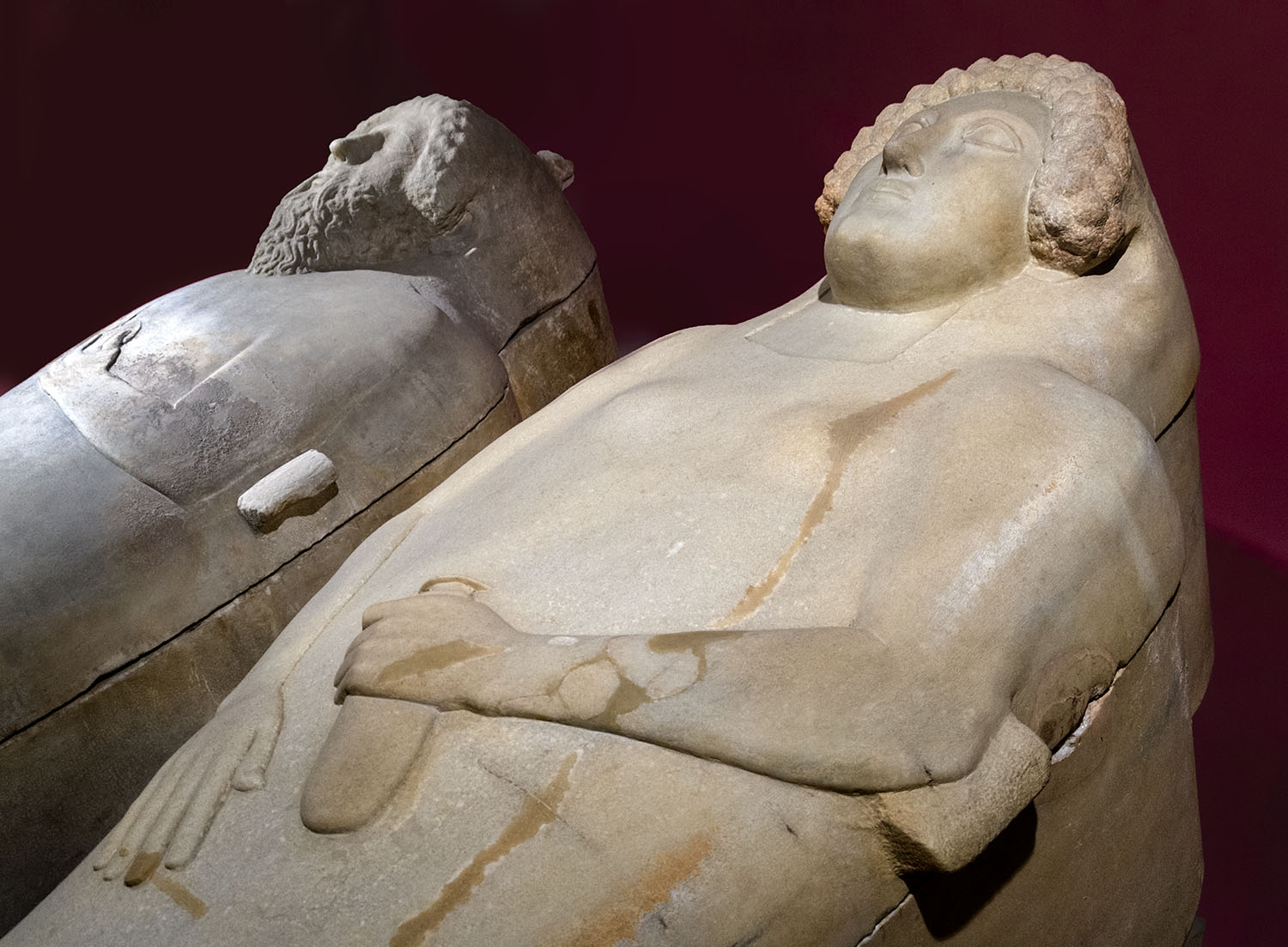
Sarcófagos fenícios

Resquício (também chamado de vestígio, resíduo ou registro) arqueológico é todo objeto com evidências físicas sobre o passado. É um dos conceitos fundamentais em arqueologia, disciplina acadêmica preocupada com documentação e interpretação do arquivo arqueológico. A teoria arqueológica baseada em resquícios é usada para interpretar o registro histórico e ter uma melhor compreensão das culturas humanas. Em arqueologia, os resquícios podem consistir das primeiras descobertas antigas, bem como artefatos contemporâneos.

## Definição
Para fins históricos, resquícios são objetos antigos feitos pelo homem, estruturas ou enterros antigos que foram preservados na superfície da Terra, subterrâneo, ou debaixo d'água e servem como elementos de estudo arqueológico. Esses registros (ou vestígios) arqueológicos são as fontes históricas materiais que tornam possível reconstruir a história passada da sociedade humana, incluindo a pré-história da humanidade.
Vestígios básicos incluem ferramentas de trabalho, armas, utensílios domésticos, roupas e ornamentos; assentamentos, incluindo parques de campismo, fortificados e povoados fortificados e habitações separadas; antigas fortificações; os restos de estruturas hidráulicas antigas; campos agrícolas antigos; estradas; poços de mineração e workshops; motivos antigos cemitérios e vários enterro e estruturas religiosas (estelas, estatuetas de pedra, monólitos de peixe pedra (vishaps), menires, cromlechs, santuários); desenhos e inscrições esculpidas em pedras e penhascos individuais; e monumentos arquitetônicos. Restos arqueológicos também incluem navios antigos e suas cargas que afundou em rios e mares e assentamentos que vieram a estar debaixo de água como resultado de mudanças na crosta terrestre, entre outros.

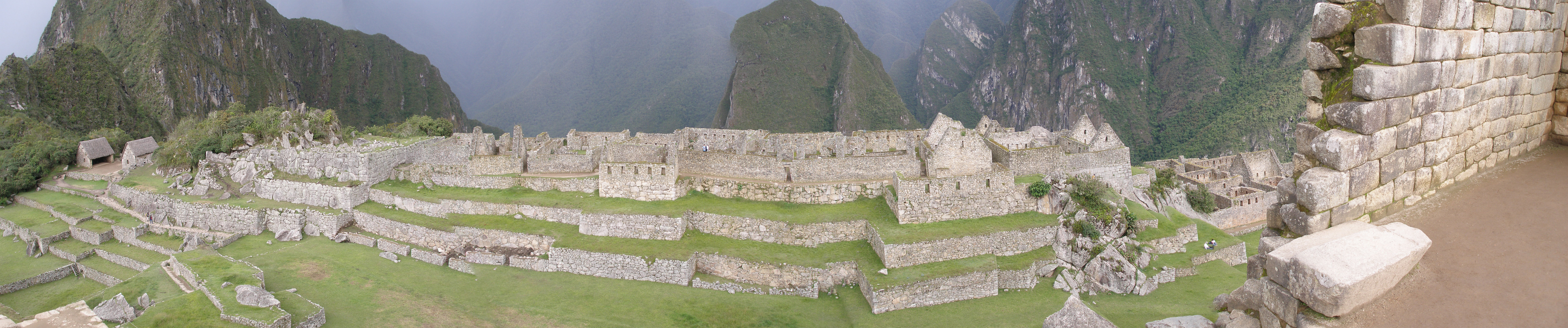
Machu Picchu, no Peru, um dos principais pontos de resquícios históricos da América Latina

## Origem e uso do termo
Estudiosos têm frequentemente utilizado analogias textuais como ‘resquício’, 'fonte' e 'arquivo' histórico para se referir a prova material do passado, pelo menos desde o século XIX. O termo "resquício arqueológico" provavelmente se originou dessa maneira, por meio de conceitos paralelos em geologia (resquícios geológicos) ou paleontologia (resquícios fósseis). O termo foi usado regularmente por Gordon Childe na década de 1950, e parece ter entrado em linguagem comum depois.
Na primeira revisão crítica do conceito, a filósofa Linda Patrik descobriu que na década de 1980 arqueólogos conceituou o termo em pelo menos cinco maneiras diferentes:
1. Como um "receptáculo" para os depósitos de materiais;
2. Como depósitos de materiais;
3. Como artefatos e objetos;
4. Como um conjunto de amostras;
5. Como relatórios escritos por arqueólogos;

Patrik argumentou que as três primeiras definições eram baseadas em um "modelo físico" de evidências arqueológicas, onde elas são vistas como o resultado direto de processos físicos que operavam no passado (como o registro fóssil); em contraste, definições quatro e cinco seguiram um "modelo textual", onde o resquício arqueológico é encarado como a codificação de informação cultural sobre o passado (como textos históricos).
Ela destacou a medida em que "a compreensão do que constitui" o registro arqueológico "era dependente de correntes mais amplas na teoria arqueológica”, ou seja, que os estudiosos processuais eram susceptíveis de se inscrever em um modelo físico e arqueólogos pós-processuais em modelos textuais.
O arqueólogo Gavin Lucas, já no início do século XXI, condensou lista de Patrik em três distintas definições de registro arqueológico:
1. Cultura material;
2. Restos materiais do passado;
3. Fontes utilizadas pelos arqueólogos.[3]

### Como cultura material

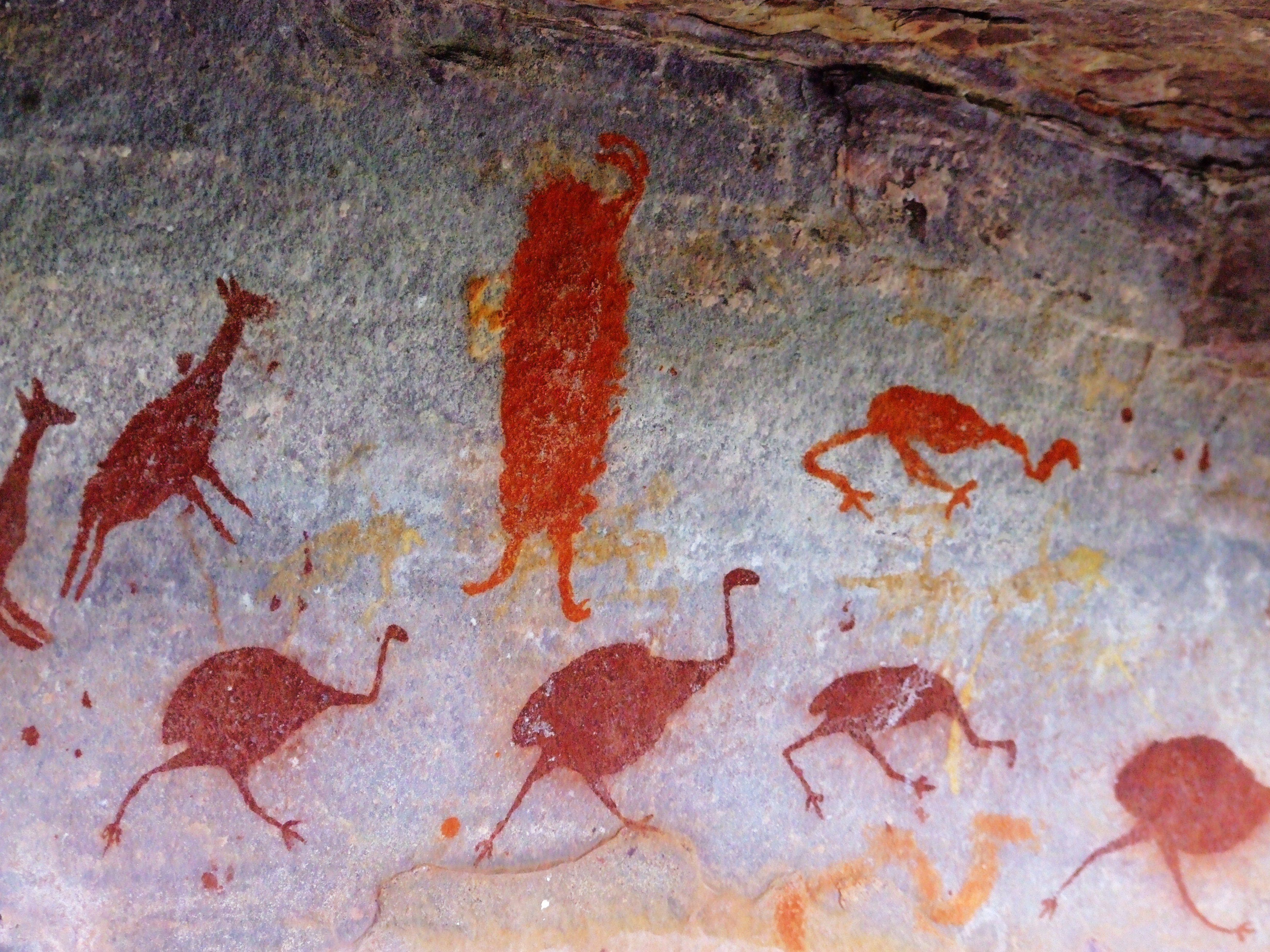
Pinturas rupestres são uma forma de cultura material histórica frequentemente encontrada por arqueólogos

Em seu sentido mais amplo, o resquício arqueológico pode ser concebido como o total de objetos feitos pela, utilizado pela, ou associado a humanidade. Esta definição inclui ambos os artefatos (objetos feitos ou modificados pelo homem) e “ecofacts” (objetos naturais associados à atividade humana, como resquícios vegetais em determinada região). Neste sentido, o resquício é equivalente à cultura material, e não inclui apenas "antigos" registros, mas também os elementos físicos associadas a sociedades contemporâneas.
Esta definição, que enfatiza a materialidade do registro arqueológico e alinha arqueologia com estudos de cultura material e a "virada material" na antropologia cultural, tornou-se cada vez mais comum com o aumento da arqueologia pós-processual.

### Como resquícios materiais
Definições mais conservadoras especificam que o resquício arqueológico é composto dos "restos", "traços" ou "resíduos" da atividade humana passada, embora a linha divisória entre "o passado" e "presente" pode não ser bem definida. Este ponto de vista é particularmente associado com a arqueologia processual, que vê o registro arqueológico como o produto "fossilizado" de processos físicos, culturais e taxonômicos que aconteceram no passado. É um conceito mais focado na compreensão desses processos, sem grande análise empirista, filosófica ou sociológica.

### Como fontes
O resquício arqueológico também pode consistir em documentação escrita que é apresentado em revistas científicas, naquilo que os arqueólogos aprenderam com os artefatos documentados. Isto abrange o mundo inteiro; arqueologia é a história humana que pertence a todos passado e representa o patrimônio de todos.
Estes dados podem ser arquivados e recuperados por arqueólogos para a investigação. A missão de um arqueólogo é muitas vezes preservação do registro arqueológico. Existem diferentes bases de dados que são utilizados para arquivar e preservar a documentação para além dos artefatos que servem como registros arqueológicos. Um desses bancos de dados é o The Digital Archaeological Record (TDAR), Registro Arqueológico Digital, em português. Ele compõe um repositório digital internacional para os registros digitais de investigações arqueológicas.
O uso, desenvolvimento e manutenção do TDAR são regidos pela Digital Antiquity (Antiguidade Digital), uma organização dedicada a garantir a preservação a longo prazo de dados arqueológicos insubstituíveis e ampliar o acesso a estes dados. O resquício arqueológico serve como um banco de dados para tudo o que arqueologia representa e se tornou. A cultura material associada a escavações arqueológicas e os registros acadêmicos em revistas acadêmicas são a personificação física do estudo arqueológico.

## Organização temporal dos resquícios
O início dos estudos arqueológicos data do século XIX. A primeira tentativa de organização temporal destes materiais foi realizada pelo banqueiro escandinavo Christian Jürgensen Thomsen que colecionava antiguidades e decidiu se dirigir até o Museu Nacional da Dinamarca com uma “pilha de tralhas” que contava com pontas de flechas e lanças, assim como lâminas em bronze, ferro e pedra. Neste momento, ele desenvolveu ali um método de datação destes objetos, baseado na tecnologia utilizada para fazê-los. Desta maneira, ele criou a divisão entre a Idade da Pedra, do Bronze e do Ferro.
A partir de então, o estudo sobre os homens pré-históricos teve enorme desenvolvimento e contou com inúmeras escavações, realizadas por curiosos e pessoas interessadas em lucrar com a venda de artefatos históricos, como é o caso de Hiran Bingham, explorador norte-americano, que fez inúmeras descobertas na região inca de Machu Picchu, no Peru. Assim, houve o início de um verdadeiro mercado de contrabando destes objetos, algo que infelizmente permanece até os dias de hoje. Além disso, estes “pesquisadores” perceberam a importante necessidade de desenvolver estudos com auxílio de intelectuais de diversas áreas e, desde então, as escavações arqueológicas contam com métodos de datação muito específicos, e reúnem cientistas internacionais.

## Técnicas de estudo de resquícios históricos
Hoje, os historiadores dependem do auxílio de variados conhecimentos e métodos de pesquisa, que ajudam (junto com a arqueologia) a construir um panorama abrangente sobre a História. Dentre eles, podemos citar:
Paleontologia: Estudo da vida de todos os organismos que viveram na Terra. Esta ciência foi fundamental para entendermos melhor “a origem da vida” e é a área que estuda, por exemplo, a existência dos dinossauros na superfície terrestre.
Filologia: Estudo das línguas e da literatura, que nos ajuda a compreender melhor as formas de comunicação desenvolvidas pelo ser humano, através do tempo.
Zoologia: Fundamental para nos auxiliar a conhecer mais sobre a dieta de nossos ancestrais, assim como as suas relações com a natureza, os especialistas desta ciência biológica estão cada vez mais presentes nos sítios arqueológicos.
Botânica: Constitui o conhecimento sobre as plantas e formas de adaptação das mesmas com o passar do tempo. É importante para realizar estudos em locais que marcam a presença humana, como restos de fogueiras. Isto porque, os grãos, sementes, madeira (e até mesmo o pólen) encontrados nas escavações nos ajudam a compreender o nível de desenvolvimento agrícola dos homens antigos.
Antropologia: Estudo das relações humanas. Primordial para que possamos encadear melhor os usos de objetos encontrados, assim como a organização social dos hominídeos antigos. Utilizada em especial, por arqueólogos da corrente pós-processual.
Estratigrafia: O estudo da sequência de camadas de terra pode ser entendido como o primeiro passo para a exploração do sítio arqueológico e determina há quanto tempo vestígio se encontra no lugar. Neste sentido, é importante ter em mente que, quanto mais fundo cavamos, mais antigos são os vestígios que encontramos no sítio arqueológico.

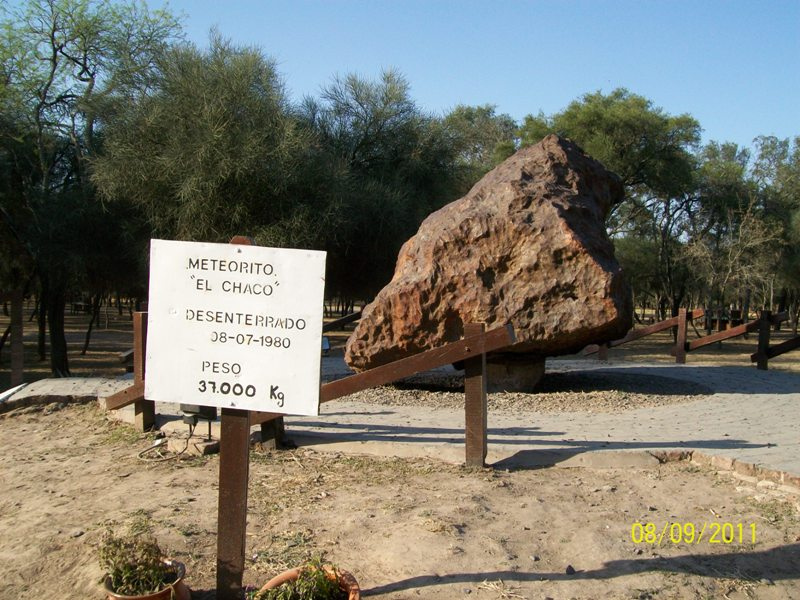
Meteorito datado pela técnica de Carbono-14

Decaimento do Carbono-14: É uma das mais utilizadas formas para datação dos objetos encontrados em sítio. Consiste no cálculo de idade do fóssil, baseado na quantidade de isótopo de carbono-14 residual. Este isótopo radiativo é presente na atmosfera terrestre e está presente em todos os seres vivos que o absorvem por meio da respiração. Todavia, com “meia-vida” de 5.637 anos, o carbono-14 nos permite determinar a existência destes fósseis com precisão em até 50.000 anos.
Análise de DNA: Tido como um dos métodos mais atuais de pesquisa, a recuperação de DNA a de ossos e dentes pode ser utilizada para rastrear trajetória das migrações e investigar origem de plantas e animais domésticos.
Dendrocronologia: Esta ciência consiste em entender a variação de espessura dos anéis em caules de árvores para determinar o tempo de vida destes seres.
Termoluminescência: Esta é uma técnica de estudo utilizada para determinar o tempo de um objeto de cerâmica e se baseia na luminosidade de certos materiais, quando aquecidos. A Termoluminescência é observada normalmente apenas durante o primeiro aquecimento, e não no reaquecimento, sendo que não é uma forma de transformação do calor em luz.
Estas são apenas as principais ciências que acompanham o estudo arqueológico, mas existem também pessoas que se especializaram em deduzir usos e formas de construção de objetos em pedra e cerâmica, por meio de tentativas em reconstruir cópias, baseados na tecnologia que era possível utilizar em determinados períodos.

## Resquícios no Brasil

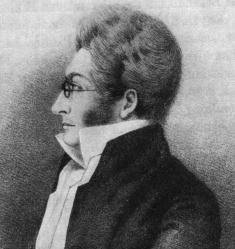
Peter Lund, paleontólogo dinamarquês, foi o primeiro homem a estudar resquícios arqueológicos no Brasil

A arqueologia no Brasil teve início em 1834, com o dinamarquês Peter Lund, que escavou as grutas de Lagoa Santa (Minas Gerais), onde foram encontrados ossos humanos misturados com restos animais com datação de 20 mil anos.
No segundo reinado, Dom Pedro II implantou as primeiras entidades de pesquisa, como o Museu Nacional do Rio de Janeiro. Em 1922, surgiram outras organizações como o Museu Paulista e o Museu Paraense.
Alguns estrangeiros começaram a vir para o país em 1950, e passaram a explorar sítios arqueológicos na Amazônia, no Pará, no Piauí, no Mato Grosso e na faixa litorânea. Em 1961, todos os sítios arqueológicos foram transformados por lei em patrimônio da União, a fim de evitar sua destruição pela exploração econômica.
O Instituto do Patrimônio Histórico e Artístico Nacional (IPHAN) registrou 8.562 sítios arqueológicos. Entre eles, destaca-se o da Parque Nacional da Serra da Capivara (Piauí), onde a brasileira Niède Guidon localizou, no ano de 1971, restos de alimento e carvão com datação de 48 mil anos. Estas observações vêm a contrariar a tese aceita de que o homem teria chegado à América há cerca de 12 mil anos, pelo Estreito de Bering, entre a Sibéria e o Alasca.
Em 1991, a norte-americana Anna Roosevelt, arqueóloga, descobriu pinturas rupestres na caverna da Pedra Pintada (PA) com mais de 11 mil anos, e, em 1995, revelou sítios cerâmicos na Amazônia com datação de 9 mil anos.
Os centros arqueológicos incluem os sambaquis, as estearias, os mounds e também hipogeus, cavernas, etc.
1. Sambaquis: palavra de origem indígena que deriva de tambá (concha) e ki (depósito). Possuem formações de pequena elevação formadas por restos de alimentos de origem animal, esqueletos humanos, artefatos de pedra, conchas e cerâmica, vestígios de fogueira e outras evidências primitivas.
2. Estearias: jazidas de qualquer natureza que representam testemunhos da cultura dos povos primitivos brasileiros.
3. Mounds: monumentos em forma de colinas, que serviam de túmulos, templos e locais para moradia.
4. Hipogeus: ambientes subterrâneos, às vezes com pequenas galerias, nas quais eram sepultados os mortos.

### Principais centros arqueológicos do Brasil[7]
| Região                          | Locais de estudos arqueológicos |
| ------------------------------- | --- |
| Bacia Amazônica                 | Cunani, Maracá, Pacoval, Camutins, Sambaqui de Cachoeira, Sambaquis da Foz do Tocantins e de Cametá, Santa Izabel, Tesos e Mondongos de Marajó, Caviana, Santarém, Taperinha, Miracanguera, Rio Tefé, Irapurá, Cerro do Carmo, Rio Içana, Anuiá Luitera, Apicuns, Tijolo, São João e Pinheiro. |
| Zona Maranhense                 | Marobinha, Pindaí, Ilha de Cueira, Florante, Lago Jenipapo, Armindo, Lago Cajari e Encantado. |
| Zona Costeira do Norte e Centro | Cunhaú, Valença, Guaratiba, Macaé, Parati, Saquarema, Feital, Cabo Frio, Cosmos. |
| Zona Costeira do Sul            | Santos e São Vicente, Conceição de Itanhaém, Iguape, Cananéia, Sabaúna, Guaraqueçaba, Paranapaguá, São Francisco, Imbituba, Laguna, Joinville, Sanhaçu, Armação da Piedade, Porto Belo, Rio Tavares, Rio Cachoeiro, Canasvieiras, Rio Baía, Ponta do Guaíva, Vila Nova, Itapirubá, Penha, Rio Una, Magalhães, Porto do Rei, Laje, Sambaqui das Cabras, Sambaqui ao sul de Tramandaí, Sambaquis do Arroio do Sal, Luiz Alves, Carniça, Cabeçuda, Caputera, Perchil, Ponta Rasa, Sambaquis nas proximidades de Torres. |
| Zona Central                    | Lagoa Santa |